# Wiktor Pawlenko
Wiktor Ołeksijowycz Pawlenko, ukr. Віктор Олексійович Павленко (ur. 1882 na Kubaniu, zm. w 1932 tamże) – rosyjski, a następnie ukraiński wojskowy (generał-chorąży), dowódca sił lotniczych Ukraińskiej Republiki Ludowej.

## Życiorys
W 1909 r. ukończył szkołę junkrów piechoty, a następnie Kaczyńską Wojskową Wyższą Szkołę Lotniczą Pilotów.
Po wybuchu I wojny światowej dowodził w stopniu podpułkownika obroną lotniczą najwyższego dowództwa cara Mikołaja II w Mohylewie. W maju 1917 r. był delegatem I Wszechukraińskiego Zjazdu Wojskowego, na którym wybrano go do składu Ukraińskiego Generalnego Komitetu Wojskowego i Rady Deputowanych Wojskowych. Od listopada do końca grudnia 1917 r. dowodził Kijowskim Okręgiem Wojskowym. Wydał rozkaz sformowania dwóch dywizji serdiuckich, które stały się zaczątkiem oddziałów gwardyjskich armii ukraińskiej. Spotkało się to jednak z krytyką członków Sekretariatu Generalnego Spraw Wojskowych Ukraińskiej Centralnej Rady, którzy doprowadzili do rozformowania tych jednostek wojskowych i dymisji ppłk W. Pawlenki. 13 grudnia 1917 został on dowódcą lotnictwa Ukraińskiej Republiki Ludowej, następnie, w stopniu pułkownika, szefem Biura Inspektora Floty Powietrznej. Od końca kwietnia 1918 r. zaczął on tworzyć siły lotnicze Hetmanatu. Osiągnęły one liczbę 16 oddziałów lotniczych. Od listopada tego roku dowodził lotnictwem wojskowym Ukraińskiej Republiki Ludowej (URL). Utworzył cztery pułki lotnicze, eskadrę bombową i szkołę lotniczą. Od 1919 r. sprawował jednocześnie funkcję wiceministra spraw wojskowych. W 1920 r. został awansowany do stopnia generała chorążego. Pod koniec 1920 r. wraz z wojskami ukraińskimi został internowany w Polsce. W 1921 r. służył w szkole lotniczej w Bydgoszczy. Od 5 sierpnia do 15 listopada tego roku pełnił obowiązki ministra spraw wojskowych URL. Pod koniec 1921 r. udał się na emigrację. W 1926 r. powrócił do ZSRR na Kubań, gdzie pracował jako stróż w kołchozie. Zmarł w 1932 r. w okresie tzw. wielkiego głodu na Ukrainie.